# Guatemalas departement

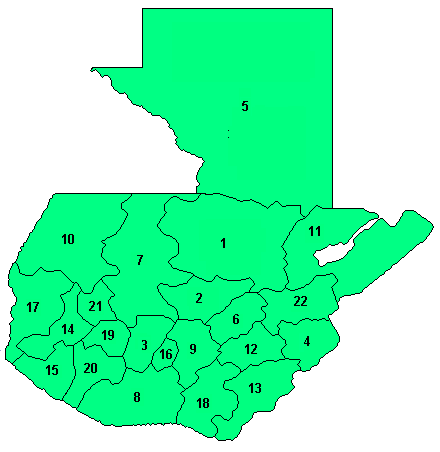
Guatemalas departement

Guatemala är indelat i 22 departement (departamentos). Departementen är indelade i 332 kommuner (municipios). Tidigare har även Belize av Guatemala ansetts utgöra ett departement, man erkände dock dess självständighet 1992.
| Nr | Departement    | Huvudstad             | Area (km²) | Inv. (2006) |
| -- | -------------- | --------------------- | ---------- | ----------- |
| 1  | Alta Verapaz   | Cobán                 | 8686       | 914 414     |
| 2  | Baja Verapaz   | Salamá                | 3124       | 245 787     |
| 3  | Chimaltenango  | Chimaltenango         | 1979       | 519 667     |
| 4  | Chiquimula     | Chiquimula            | 2376       | 342 681     |
| 5  | Petén          | Flores                | 35 854     | 441 799     |
| 6  | El Progreso    | Guastatoya            | 1922       | 150 826     |
| 7  | Quiché         | Santa Cruz del Quiché | 8378       | 769 364     |
| 8  | Escuintla      | Escuintla             | 4384       | 610 731     |
| 9  | Guatemala      | Guatemala             | 2126       | 2 975 417   |
| 10 | Huehuetenango  | Huehuetenango         | 7400       | 986 224     |
| 11 | Izabal         | Puerto Barrios        | 9038       | 364 924     |
| 12 | Jalapa         | Jalapa                | 2063       | 279 242     |
| 13 | Jutiapa        | Jutiapa               | 3219       | 426 497     |
| 14 | Quetzaltenango | Quetzaltenango        | 1951       | 735 162     |
| 15 | Retalhuleu     | Retalhuleu            | 1856       | 273 328     |
| 16 | Sacatepéquez   | Antigua               | 465        | 278 064     |
| 17 | San Marcos     | San Marcos            | 3791       | 905 116     |
| 18 | Santa Rosa     | Cuilapa               | 2955       | 332 724     |
| 19 | Sololá         | Sololá                | 1061       | 361 184     |
| 20 | Suchitepéquez  | Mazatenango           | 2510       | 464 304     |
| 21 | Totonicapán    | Totonicapán           | 1061       | 395 324     |
| 22 | Zacapa         | Zacapa                | 2690       | 215 050     |